# Heteropoda spenceri
Heteropoda spenceri är en spindelart som beskrevs av Davies 1994. Heteropoda spenceri ingår i släktet Heteropoda och familjen jättekrabbspindlar.
Artens utbredningsområde är Northern Territory, Australien. Inga underarter finns listade i Catalogue of Life.